# شلكلينغن
شلكلينغن (بالألمانية: Schelklingen) هي بلدة، مدينة وبلدة ألمانية تقع في ألمانيا في منطقة ألب دانوب [الإنجليزية]. يقدر عدد سكانها بـ 7,113 نسمة .